# Granada (sång)
Sången Granada skrevs och komponerades av den mycket produktive och populäre mexikanen Agustín Lara (1897–1970). Inspelningar finns med bland andra Baccara, Caterina Valente, The Real Group, Frank Sinatra, Helmut Lotti, Norman Luboff Choir och Plácido Domingo.